# Технички факултет Универзитета у Нишу
Технички факултета у Нишу је постојао као високошколска установа у периоду 1960.-1971. година. Факултет је основан  1. октобра 1960. године, чиме су створени услови за почетак високошколске наставе из области електронике, машинства и грађевине. Факултет је основан Законом о изменама и допунама Закона о универзитетима, који је усвојен од стране Народне скупштине 18. маја 1960. године.
Технички факултет у Нишу је основан под окриљем Београдског универзитета као што су и основани универзитети у: Новом Саду, Приштини, Крагујевцу и Титограду (данашња Подгорица).
Настава се у почетку одвијала у Заводима РР и у згради Техничке шкoлe. Од школске 1964/65. године настава се одвијала у новој згради Техничког факултета,

## Одсеци
Основани су одсеци:
- Машински,
- Грађевински са саобраћајно-конструктивним и хидротехнички-конструктивним смером,
- Архитектонско-конструктивни и
- Електронски.

## Хронологија
- 1960. године формирани су први нишки факултети под окриљем Универзитета у Београду : Правно-економски, Медицински и Технички факултет
- 1965. године основан је Универзитет у Нишу
- 1968. године Електронски одсек Техничког факултета прераста у Електронски факултет [5]
- 1971. године Машински и Грађевински одсек Техничког факултета постају посебни факултети. Самим тим престаје са радом Технички факултет у Нишу
- 1972. гоине из састава Грађевинског факултета издваја се Факултет заштите на раду[6]

## Одлуке о оснивању факултета
- Електронски одсек основан је Законом о оснивању Електронског факултета, 23.11. 1968. године прераста у Електронски факултет Универзитета у Нишу.[6]
- Јула 1968. године, Скупштина СР Србије је донела одлуку о оснивању Одсека заштите на раду у оквиру тадашњег Техничког факултета Универзитета у Нишу. [7]
- Одлуком Савета Техничког факултета од 2.2.1971. г. Машински одсек прераста у Машински факултет Универзитета у Нишу. [1]
- Године 1971  Грађевински одсек Техничког факултета прераста у Грађевински факултет[6]

- 14. јула 1972. године, одлуком Скупштине Социјалистичке републике Србије, Одсек заштите на раду издваја се из састава Грађевинског факултета и постаје самостална образовно-научна институција[8]

## Спољашне везе
1. Публикација: “30 година Универзитета у Нишу 1965 – 1995 ”, Ниш, 1995. pp. 30.
2. Публикација: “Електронски факултет у Нишу 1985 – 1990 ”, Ниш, 1990. pp. 65.
3. Публикација: “Електронски факултет у Нишу 1990 – 1995 ”, Ниш, 1995. pp. 56 – 57.
4. Публикација: “30 година Универзитета у Нишу 1965 – 1995 ”, Ниш, 1995. pp. 71 – 72.
5. Публикација: “50 година Електронског факултета у Нишу 1960 – 2010 ”, Ниш, 2010. pp. 18 – 19.